# Pseudicyema truncatum
Pseudicyema truncatum är en djurart som tillhör fylumet rhombozoer, och som först beskrevs av Charles Otis Whitman 1883.  Pseudicyema truncatum ingår i släktet Pseudicyema och familjen Dicyemidae. Arten är reproducerande i Sverige. Inga underarter finns listade i Catalogue of Life.